# قربانی هوس
قربانی هوس فیلمی به کارگردانی و نویسندگی قدرت‌الله احسانی محصول سال ۱۳۴۲ است.

## خلاصه داستان
حمید به درخواست برادرش محسن برای رفتن به سینما از جیب پدرش پول برمی‌دارد…

## بازیگران
- فریده نصیری
- سیروس لاله‌زار
- تقی ظهوری
- منصور والامقام
- هاله
- سهیلا
- عزیزه
- پرخیده
- جلال پیشوائیان
- امیرحسین شریفی
- آندیک
- سوکیاس
- بیگدلی
- مسعود افشار
- حسن شریفی